# Касеј
Касеј (фр. Casseuil) насеље је и општина у југозападној Француској у региону Аквитанија, у департману Жиронда која припада префектури Лангон.
По подацима из 2011. године у општини је живело 390 становника, а густина насељености је износила 61,51 становника/km². Општина се простире на површини од 6,34 km². Налази се на средњој надморској висини од 18 метара (максималној 122 m, а минималној 8 m).

## Демографија
| 1962. | 1968. | 1975. | 1982. | 1990. | 1999. | 2011. |
| ----- | ----- | ----- | ----- | ----- | ----- | ----- |
| 274   | 315   | 347   | 361   | 395   | 367   | 390   |

График промене броја становника у току последњих година